# Tempio C di Selinunte

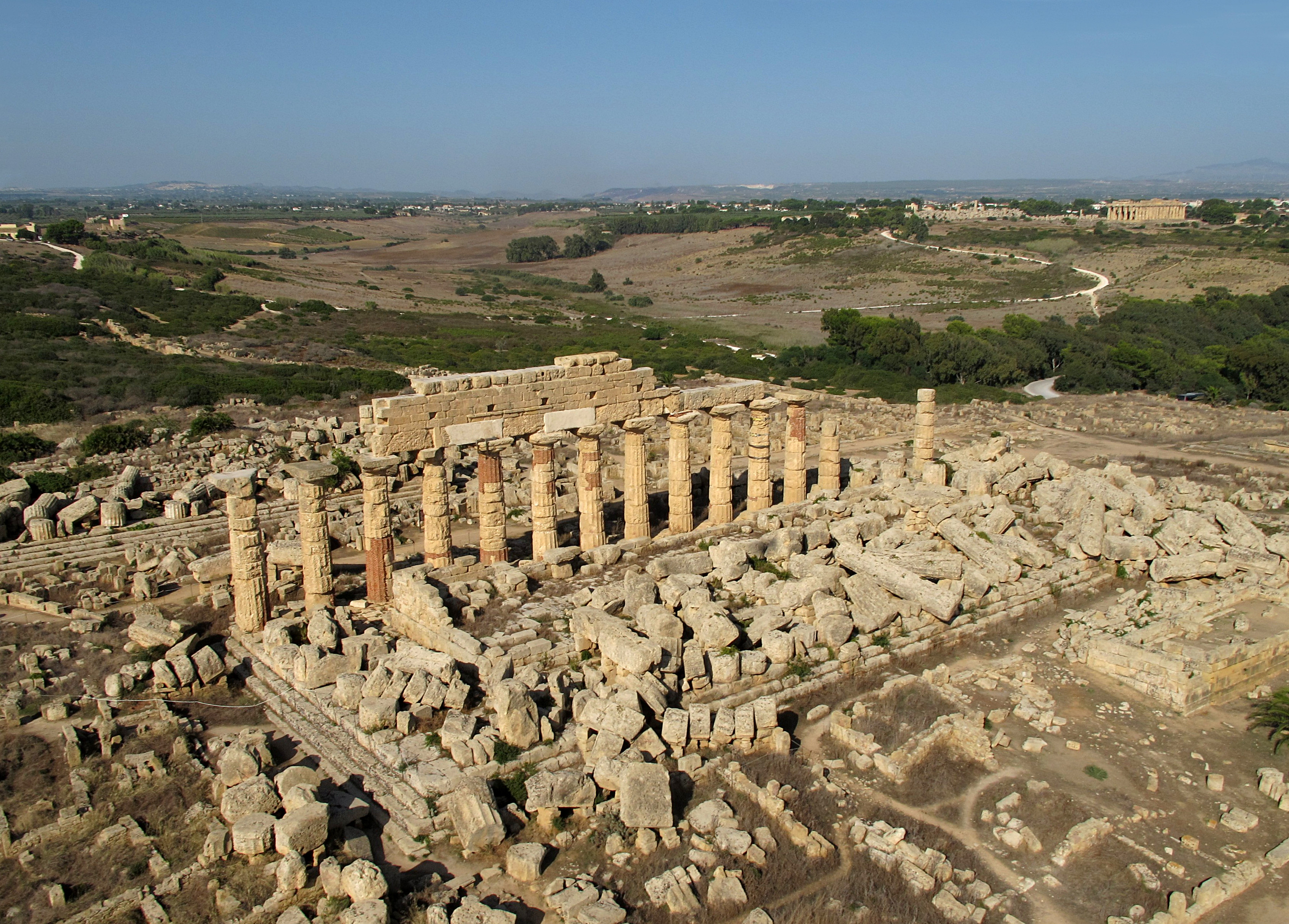
Panoramica aerea del tempio

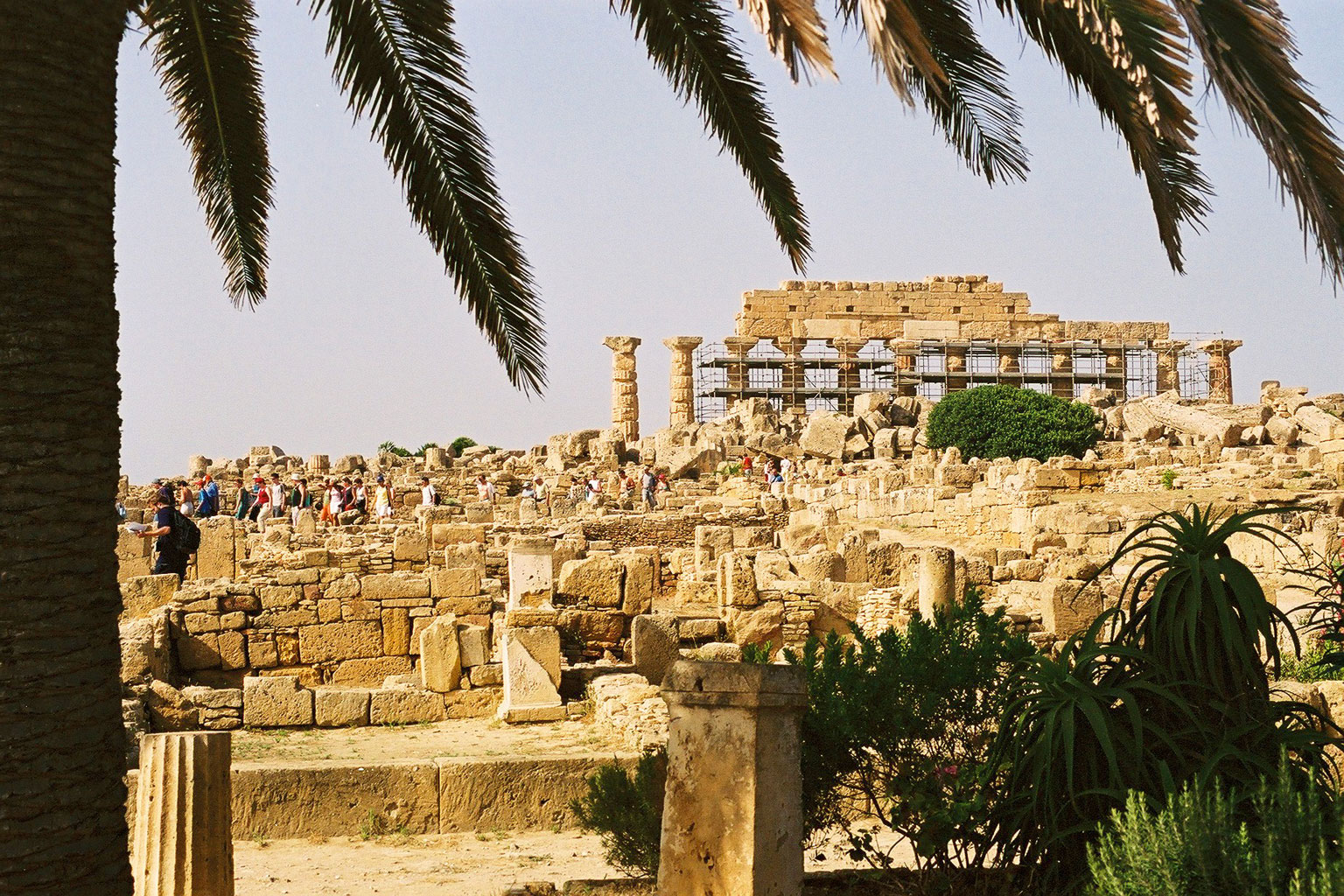
Il tempio C sullo sfondo

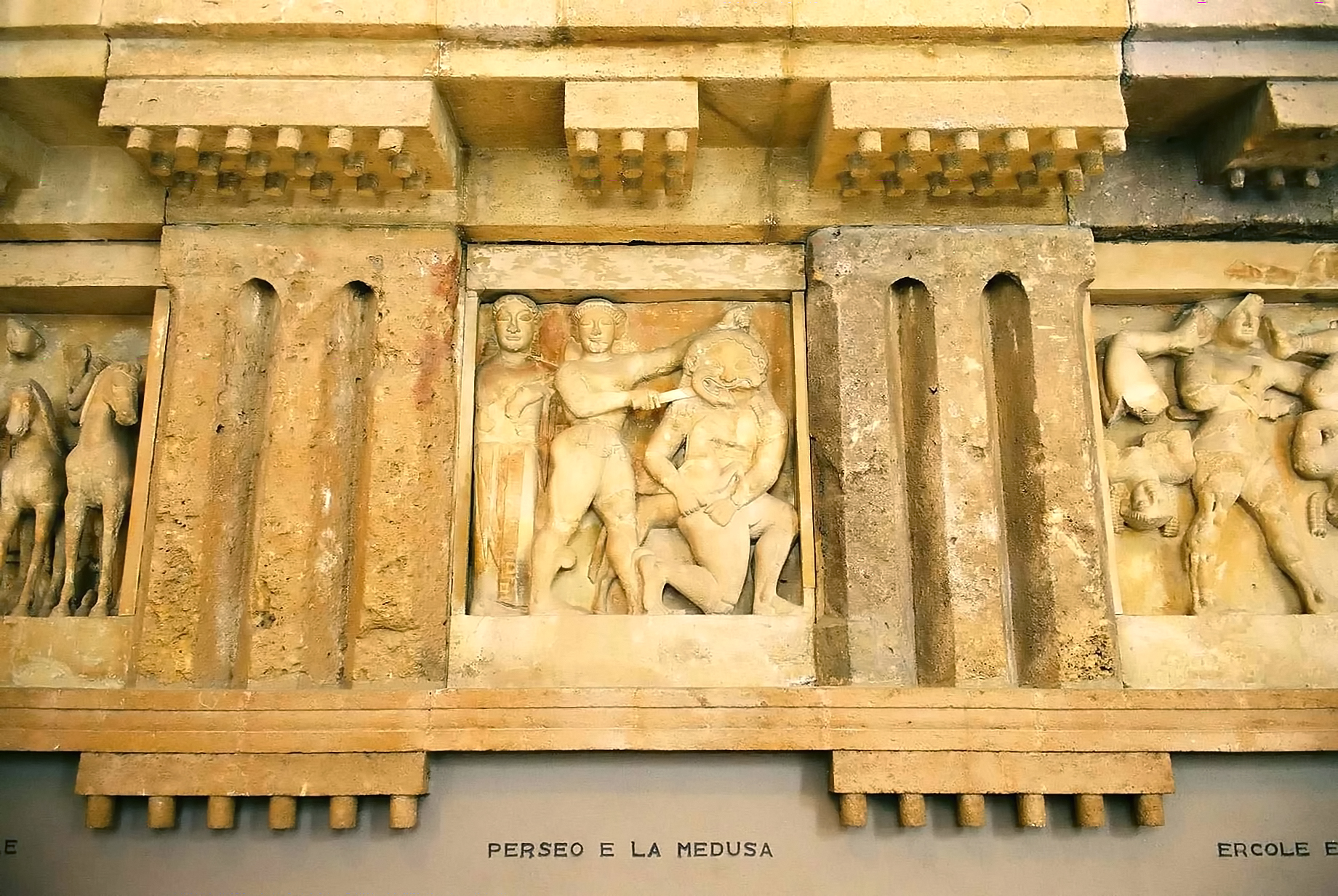
Le metope del tempio C, Museo archeologico di Palermo

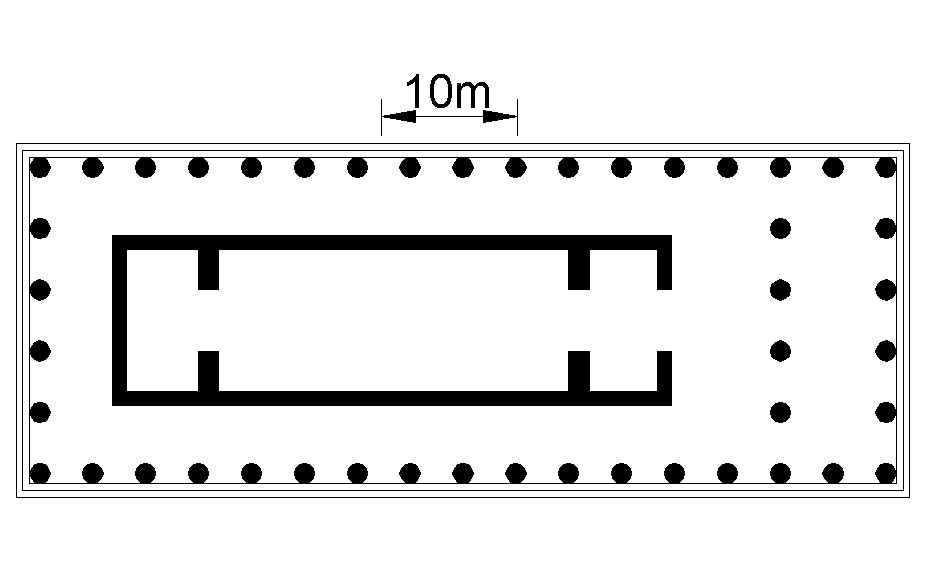
Pianta del tempio

Il Tempio C a Selinunte, Castelvetrano (Sicilia), è un tempio greco di ordine dorico, uno dei più antichi di Selinunte, realizzato, all'interno dell'acropoli, probabilmente poco dopo la metà del VI secolo a.C., anche se la datazione è controversa. Il tempio fu oggetto di ricerche archeologiche nel XIX secolo, e all'inizio del XX secolo, e dopo l'anastilosi (ricostruzione fedele) del 1929, rimane in piedi un lungo tratto di colonnato nord.
Dopo un lungo restauro durato 12 anni, nel 2011 il colonnato è stato liberato dalle impalcature e reso nuovamente visibile.

## Descrizione
Pur presentando aspetti arcaicizzanti, riprende modelli della madrepatria, come il tempio di Apollo a Corinto, in un periodo in cui si va formando il canone che caratterizza le proporzioni dei templi dorici. L'edificio presenta un peristilio intorno alla cella (periptero) con sei colonne sul fronte (esastilo) e diciassette sui lati lunghi, dando luogo a proporzioni molto allungate in pianta, lontane dalle proporzioni canoniche di 2:1, ma analoghe a quelle dei templi arcaici come l'Heraion di Olimpia. Una rampa di otto gradini occupava tutta la larghezza della facciata, mentre il resto del basamento, a quattro gradini come a Corinto, seguiva una regola che in Sicilia rimase costante. Dalla parte del pronao presentava una doppia fila di colonne non in relazione con le dimensioni della cella. L'opistodomo era trasformato in un vano posteriore alla cella (adyton), come divenne comune per i templi dorici della Magna Grecia. Le colonne erano piuttosto slanciate (altezza 8,65 metri), e gli intercolumni larghi e luminosi in facciata mentre sui lati lunghi si assiste ad una diminuzione molto sensibile delle campate; anche i diametri delle colonne variano moltissimo seguendo un ritmo elastico poco ligio all'uniformità rispetto alle regole dell'ordine dorico già allora rigide nella Grecia continentale. Stesso vigore ed esuberanza si riscontra nelle parti alte: la trabeazione era insolitamente alta con un cornicione fatto di due filari di blocchi in pietra sormontati da una grondaia (sima) in terracotta decorata e colorata, di cui sono stati rinvenuti alcuni tratti, conservati al Museo archeologico regionale Antonio Salinas, così come alcune metope del fregio, molto note. Gli scavi iniziarono nel 1823 quando due architetti inglesi, Samuel Angell e William Harris, iniziarono a scavare a Selinunte nel corso del loro tour in Sicilia e si imbatterono in diversi frammenti delle metope dal tempio arcaico oggi chiamato come “Tempio C.” Benché le autorità borboniche avessero cercato di fermarli, costoro continuarono il loro lavoro e cercarono di spedire i loro reperti in Inghilterra, per il British Museum. Nell'ombra delle attività di Lord Elgin, le spedizioni di Angell e Harris furono bloccate e dirottate a Palermo dove da allora si conservano nel Museo archeologico di Palermo

## Decorazione scultorea
Le 10 metope della facciata scolpite ad altorilievo erano incorniciate in alto e in basso da lastre piatte che ne facevano risaltare il vigore plastico ed erano separate da triglifi fortemente aggettanti rispetto al piano delle metope stesse. Ne sopravvivono integralmente tre dove la presentazione dei soggetti (quadriga trattata arditamente di fronte, Perseo e Medusa che scaturiscono dal fondo della metopa, Eracle e i Cercopi che passano come su una scena) fa appello a effetti teatrali che si accordano alla struttura architettonica del fregio. Al centro del timpano in facciata era applicata una maschera di Gorgone in terracotta.

## Galleria d'immagini

L'anastilosi degli anni '20
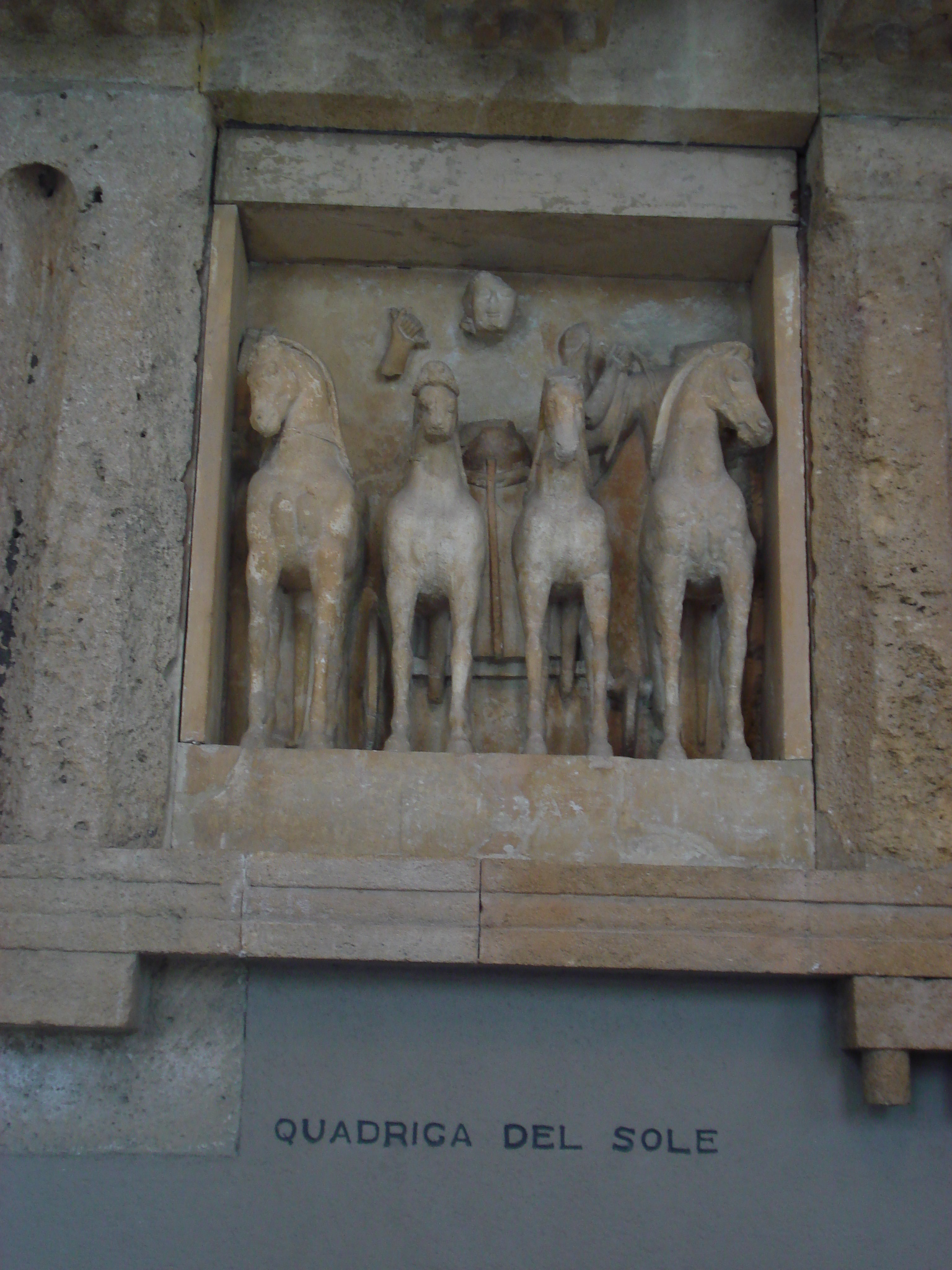
Metopa con la quadriga di Helios
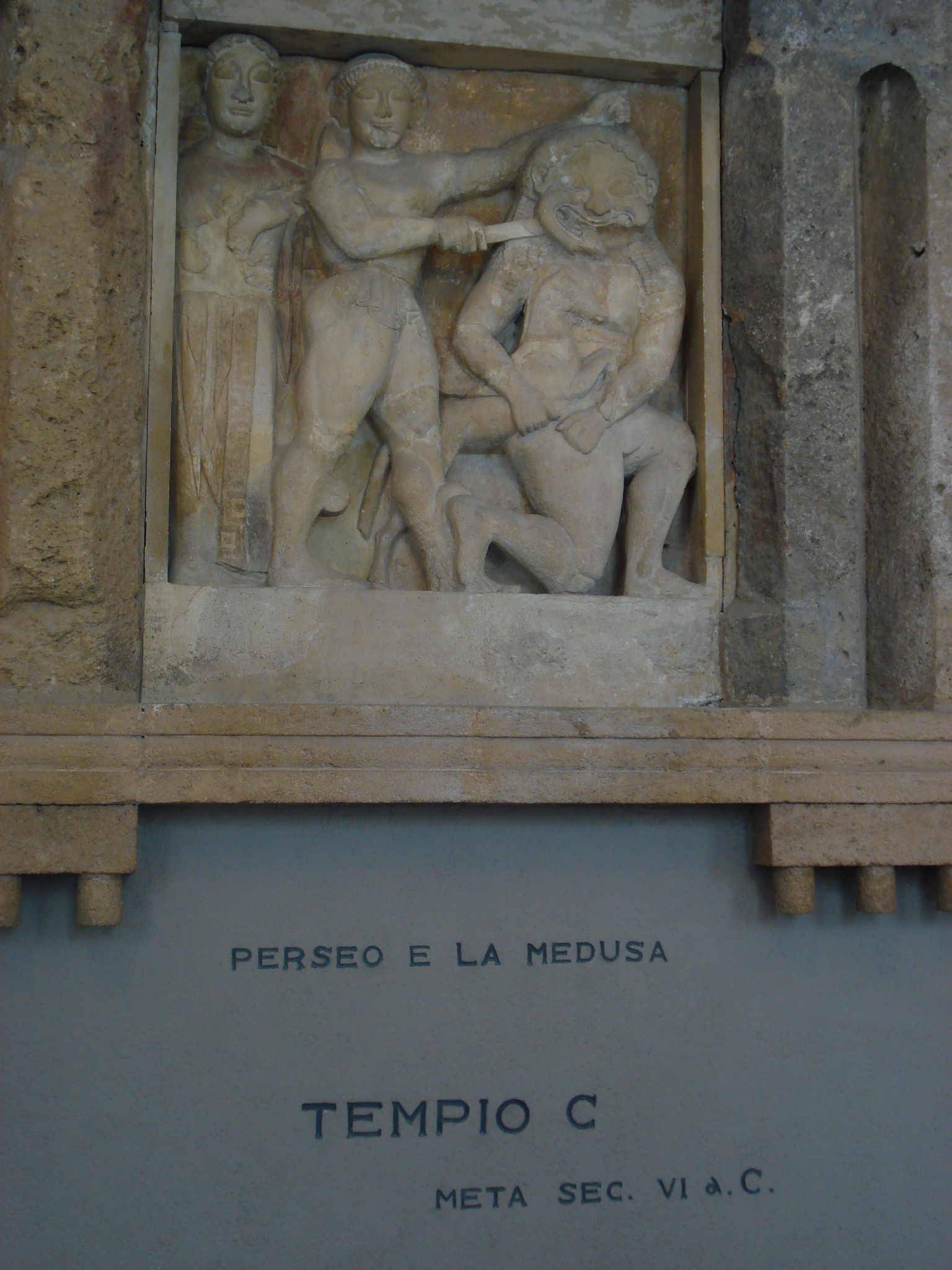
Metopa con Perseo che decapita Medusa
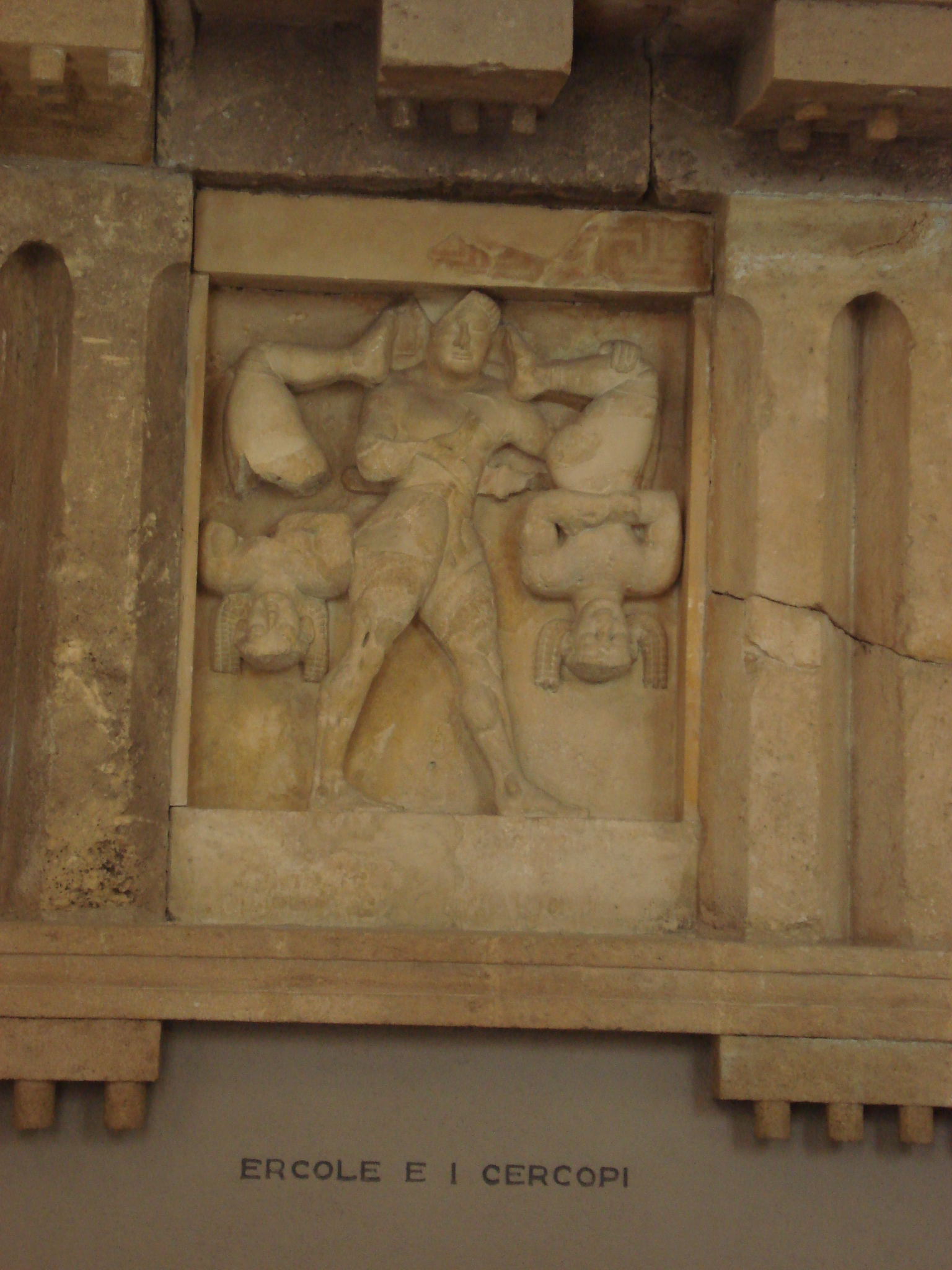
Metopa con Eracle e i Cercopi